# Badecon-le-Pin
Badecon-le-Pin là một xã tại tỉnh Indre khu vực trung bộ Pháp. Xã này có diện tích 9,88 km², dân số thời điểm năm 2005 là 696 người. Khu vực này có độ cao trung bình 200 mét trên mực nước biển.